# Punta Fortín
Punta Fortín (oficialmente y en inglés, Point Fortin) es un borough y una localidad de Trinidad y Tobago.

## Geografía
El borough abarca parte de la isla Trinidad y limita al norte con el golfo de Paria, al sur y este con la región de Siparia y al oeste con el golfo de Paria y la región de Siparia.

## Historia
Cuando a principios del siglo XX empezó la búsqueda del petróleo en Trinidad, Punta Fortín fue, junto con La Brea y Guayaguayare, los sitios donde primero se identificó el recurso.  En 1934, después de la construcción de un nuevo muelle, se estableció en Punta Fortín un faro, montado éste en una torre de 14 metros de altura.

## Organización territorial
Consta de doce localidades:
- Cap-de-Ville (parcial)
- Clifton Hill
- Cochrane (parcial)
- Egypt Village
- Fanny Village
- Gonzales (parcial)
- Hollywood
- New Village
- Newlands
- Punta Fortín
- Point Ligoure
- Techier Village

## Demografía

### Borough
Datos demográficos del borough de Punta Fortín:
| Gráfica de evolución demográfica de Punta Fortín entre 2000 y 2011 |
|                                                                    |

### Localidad
Datos demográficos de la localidad de Punta Fortín:
| Gráfica de evolución demográfica de Punta Fortín entre 2000 y 2011 |
|                                                                    |

## Economía
Después del descubrimiento de petróleo en la zona en 1906, la ciudad se convirtió en un gran centro de producción de hidrocarbonos. La ciudad creció con la industria del petróleo entre los años 1940 y 1980, que culminó con su elevación a la condición de municipio en 1980. Después del final de la bonanza petrolera, Point Fortin fue golpeada por la recesión económica en la década de 1980 y el cierre de su refinería de petróleo. La construcción en 1999 de una planta de gas natural licuado de Atlantic LNG ha impulsado la economía nuevamente.  La planta de GNL de Punta Fortín abastece de energía a mercados tan dispares como El Salvador y Gran Bretaña.